# Grabmal Eugen Bracht
Das Grabmal von Eugen Bracht ist ein Kulturdenkmal und Ehrengrab in Darmstadt.

## Geschichte und Beschreibung
Die efeuumrankte Grabanlage des Darmstädter Malers Eugen Bracht besteht aus einem Mauersegment mit eingelassenen Namenstafeln und einem Wappenstein aus Sandstein.
Grabstelle: Waldfriedhof Darmstadt L 3b 3